# NBA Jam (jeu vidéo, 1993)
NBA Jam est un jeu vidéo de basket-ball développé et édité par Midway Manufacturing Company et sorti sur borne d'arcade (Midway T Unit) en 1993, puis converti sur Super Nintendo, Mega Drive, Game Boy et Game Gear.
Il a initié la série NBA Jam.

## Système de jeu
Le joueur dirige une équipe de deux joueurs (il est aussi possible de jouer à deux joueurs dans une même équipe, chacun dirigeant un personnage) dans des matches de basket en 2D vu de profil dans lesquels il n'y  a pratiquement pas de règles. Le jeu est volontairement irréaliste, les personnages peuvent faire des dunks de plusieurs mètres de hauteur en prenant des positions extravagantes (double salto, grand écart, etc.).